# 빅맨 (드라마)
《빅맨》은 2014년 4월 28일부터 2014년 6월 17일까지 KBS 2TV에서 방영된 16부작 한국방송 월화 미니시리즈이며 연출자 지영수 PD(프리랜서)는 해당 작품에 앞서 <러브송> 연출자로 낙점됐지만 남자 주인공 박용하의 갑작스런 사망 등 여러가지 악재가 겹쳐 제작이 무산됐다.

## 줄거리
고아로 자라 밑바닥 인생을 살았던 한 남자가 재벌 그룹의 장남이라는 새 삶을 얻었지만, 그로 인해 다치고 부서지며 자신과 자신이 지켜야 할 소중한 사람을 위해 세상의 부조리에 맞서는 이야기.

## 등장 인물

### 주요 인물
- 강지환 : 김지혁 역 (아역 이태우) - 고아, 전 복싱선수
- 이다희 : 소미라 역 (아역 최다인) - 현성그룹 FB 팀장
- 최다니엘 : 강동석 역 (아역 남다름) - 강성욱의 아들, 현성그룹 후계자
- 한상진 : 도상호 역 - 강성욱 회장의 비서실장
- 정소민 : 강진아 역 - 강동석의 동생, 강성욱의 딸

### 김지혁의 주변 인물
- 송옥숙 : 홍달숙 역 - 시장 해장국집 주인
- 장태성 : 양대섭 역 - 시장 정육점 직원
- 권해효 : 구덕규 역 - 현성유통 재무팀장
- 김지훈 : 최유재 역 - 현성유통 영업팀장
- 이대연 : 김한두 역 - 현성유통 노조위원장
- 장항선 : 조화수 역 - 현성유통 대주주, 어둠의 후원자
- 김대령 : 조범식 역 - 지혁을 쫓는 하이에나

### 소미라의 주변 인물
- 김미경 : 안봉림 역 - 소미라의 어머니, 시골 버스기사
- 윤소희 : 소혜라 역 - 소미라의 여동생, 대학생

### 강동석의 주변 인물
- 엄효섭 : 강성욱 역 - 현성그룹 회장, 강동석과 진아의 아버지
- 차화연 : 최윤정 역 - 강성욱의 아내

### 그 외 인물
- 이해우 : 문명호 역
- 나승호 : 이대리 역
- 최정화 : 기자 역
- 윤만달 : 노조원 역
- 김이슬

### 특별출연
- 송재림 : 박동팔 역
- 이성민 : 고위관리 역
- 박원상 : 강력계 형사 역
- 김승욱
- 정동규 : 재판관 역
- 정명준 : 변호사 역
- 김민재 : 용 검사 역
- 오상진 : 앵커 역
- 오대환 : 형사 역
- 문종원 : 용만 역
- 백광두 : 박변호사 역
- 김정석 : 박씨 아저씨 역
- 이해영 : 자로크 지부장 역
- 김민상 : 형사 역
- 박효준

## 수상 경력
- 2014년 KBS 연기대상 인기상 : 이다희

## 시청률
아래의 파란색 숫자는 '최저 시청률'이고, 빨간색 숫자는 '최고 시청률'입니다. 시청률조사회사와 지역별로 시청률에 차이가 있을 수 있습니다.
| 2014년      | 2014년      | 2014년         | 2014년       | 2014년         | 2014년       |
| 회차        | 방송일      | TNmS 시청률    | TNmS 시청률  | AGB 시청률     | AGB 시청률   |
| 회차        | 방송일      | 대한민국(전국) | 서울(수도권) | 대한민국(전국) | 서울(수도권) |
| ----------- | ----------- | -------------- | ------------ | -------------- | ------------ |
| 제1회       | 4월 28일    | 5.2%           | 6.0%         | 6.0%           | 6.0%         |
| 제2회       | 4월 29일    | 4.4%           | 4.9%         | 4.8%           | 5.4%         |
| 제3회       | 5월 5일     | 6.2%           | 6.6%         | 8.0%           | 8.3%         |
| 제4회       | 5월 6일     | 7.7%           | 9.4%         | 8.2%           | 9.2%         |
| 제5회       | 5월 12일    | 6.9%           | 7.1%         | 9.7%           | 10.5%        |
| 제6회       | 5월 13일    | 6.1%           | 6.1%         | 8.0%           | 8.8%         |
| 제7회       | 5월 19일    | 6.4%           | 7.1%         | 8.1%           | 8.5%         |
| 제8회       | 5월 20일    | 8.4%           | 9.1%         | 9.0%           | 9.8%         |
| 제9회       | 5월 26일    | 8.8%           | 9.7%         | 10.3%          | 10.6%        |
| 제10회      | 5월 27일    | 8.7%           | 8.7%         | 11.2%          | 11.5%        |
| 제11회      | 6월 2일     | 8.0%           | 8.8%         | 10.0%          | 10.9%        |
| 제12회      | 6월 3일     | 9.0%           | 10.0%        | 11.4%          | 13.2%        |
| 제13회      | 6월 9일     | 8.3%           | 8.9%         | 10.7%          | 12.2%        |
| 제14회      | 6월 10일    | 8.0%           | 9.3%         | 10.3%          | 11.2%        |
| 제15회      | 6월 16일    | 8.1%           | 9.0%         | 10.8%          | 12.3%        |
| 제16회      | 6월 17일    | 8.5%           | 9.4%         | 12.6%          | 14.0%        |
| 평균 시청률 | 평균 시청률 | 7.4%           | 8.1%         | 9.3%           | 10.2%        |

## 경쟁 프로그램
- 기황후 (MBC, 2013년 10월 28일 ~ 2014년 4월 29일)
- 트라이앵글 (MBC, 2014년 5월 5일 ~ 2014년 7월 29일)
- 닥터 이방인 (SBS, 2014년 5월 5일 ~ 2014년 7월 8일)
- 밀회 (JTBC, 2014년 3월 17일 ~ 2014년 5월 13일)
- 유나의 거리 (JTBC, 2014년 5월 19일 ~ 2014년 11월 11일)